# Gomphosus varius

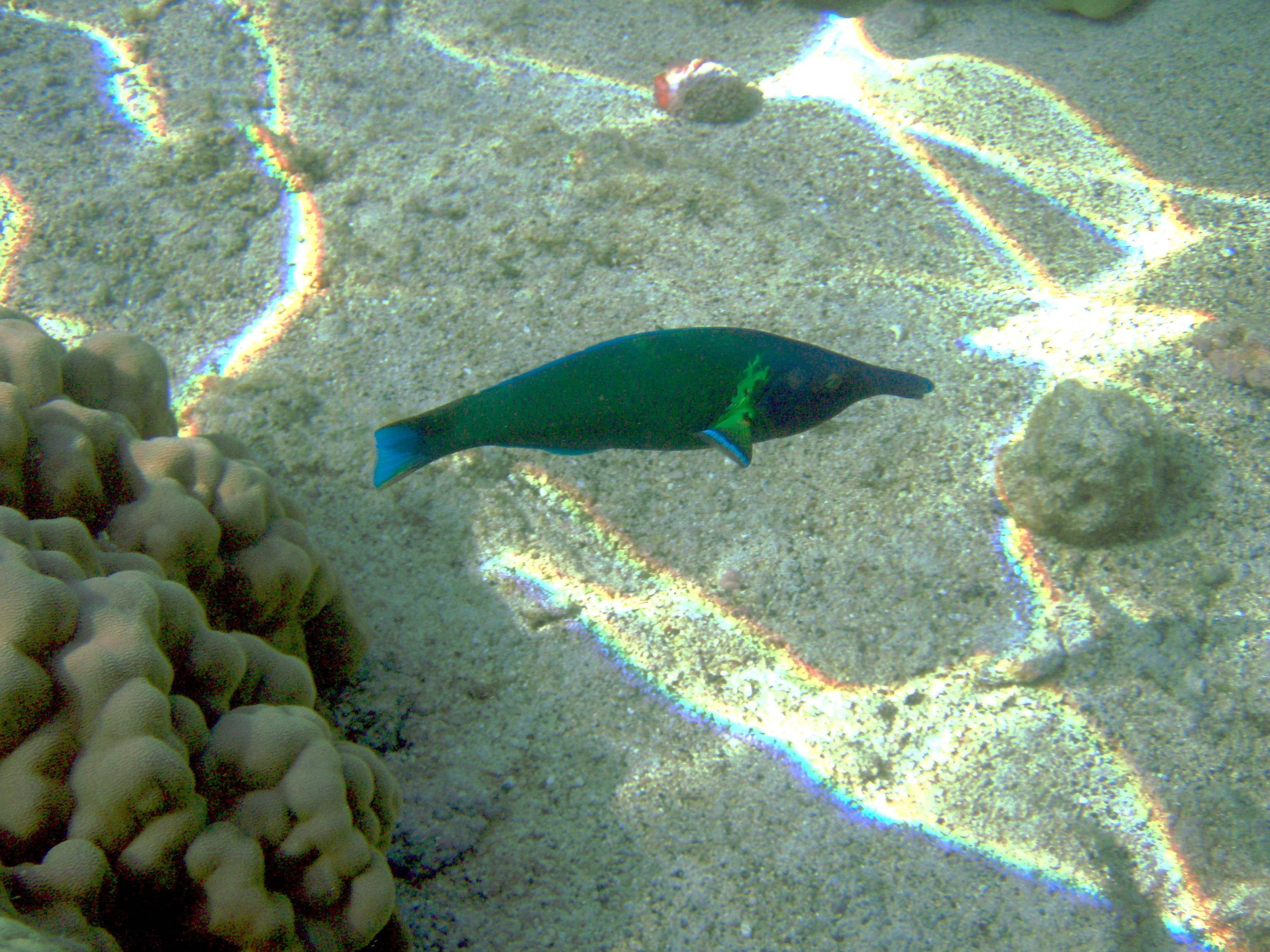
Gomphosus varius

 Gomphosus varius és una espècie de peix de la família dels làbrids i de l'ordre dels perciformes que es troba des de les Illes Hawaii, les Illes Marqueses i les Tuamotu fins al sud del Japó.
Els mascles poden assolir els 30 cm de longitud total.